# Facharzt für Viszeralchirurgie
Facharzt für Viszeralchirurgie, auch Viszeralchirurgin/Viszeralchirurg, ist in Deutschland die offizielle Bezeichnung für einen Facharzt, der sich auf die ärztliche Tätigkeit im Bereich Viszeralchirurgie des Gebietes Chirurgie spezialisiert hat.

## Gebiet Chirurgie
Das Gebiet Chirurgie umfasst die Vorbeugung, Erkennung, konservative und operative Behandlung, Nachsorge und Rehabilitation von chirurgischen Erkrankungen, Verletzungen und Verletzungsfolgen sowie angeborenen und erworbenen Formveränderungen und Fehlbildungen der Gefäße, der inneren Organe einschließlich des Herzens, der Stütz- und Bewegungsorgane sowie der Wiederherstellungs- und Transplantationschirurgie.

## Facharzt-Weiterbildung in Viszeralchirurgie
Um in Deutschland als Facharzt für Viszeralchirurgie tätig werden zu können, muss nach dem Abschluss eines Medizinstudiums und erteilter Approbation als Arzt eine mindestens 72 Monate dauernde Weiterbildung im Gebiet Chirurgie mit Erfolg absolviert worden sein.  Die Berechtigung zur Führung einer Facharzt-, Schwerpunkt- oder Zusatzbezeichnung wird nach einer mündlichen Prüfung von der zuständigen Landesärztekammer erteilt.
Die Weiterbildung muss an zugelassenen Weiterbildungsstätten absolviert werden: mindestens 72 Monate im Gebiet Chirurgie, davon müssen abgeleistet werden:
- 48 Monate in Viszeralchirurgie
- 6 Monate in der Notfallaufnahme
- 6 Monate in der Intensivmedizin.

Bis zu 12 Monate Weiterbildung können in anderen Gebieten erfolgen.
Bei der Anmeldung zur Weiterbildungsprüfung müssen der zuständigen Ärztekammer sämtliche Nachweise über die erfüllten Mindestanforderungen vorgelegt werden. Dazu gehören auch die Logbuch-Dokumentationen über alle durch die MWBO vorgegebenen Inhalte der Weiterbildung. Zur Weiterbildungsprüfung muss man darlegen, dass man über die entsprechenden Kenntnisse, Erfahrungen und Fertigkeiten im Fach verfügt.

### Inhalte der Weiterbildung
Zur Weiterbildungsprüfung muss dargelegt werden können, dass man Kenntnisse, Erfahrungen und Fertigkeiten unter anderem in folgenden Bereichen erlangt hat:
- Gemeinsame Inhalte der Facharzt-Weiterbildungen im Gebiet Chirurgie: Siehe Facharzt für Allgemeinchirurgie
- Viszeralchirurgische Notfälle
- Viszeralchirurgische Diagnostik-Verfahren, zum Beispiel sonographische und endoskopische Verfahren
- Diagnostik und Therapie bei 
  - Weichteilverletzungen, Wunden und Verbrennungen
  - Verletzungen, Erkrankungen und Funktionsstörungen der viszeralen Organe und Gefäße
  - Verletzungen, Erkrankungen und Funktionsstörungen des Kopf- und Halsbereichs
- Strahlenschutz

Die Inhalte der Musterweiterbildungsordnung sind allerdings nur eine Empfehlung für die rechtsverbindlichen Weiterbildungsordnungen der Landesärztekammern, die hiervon abweichende Regelungen treffen können.

## Zusatz-Weiterbildungen
Fachärztinnen und -ärzte für Viszeralchirurgie haben die Möglichkeit, sich durch Zusatz-Weiterbildung weiter zu qualifizieren. Hierzu gehören insbesondere die Zusatz-Weiterbildungen Spezielle Viszeralchirurgie, Proktologie und Transplantationsmedizin. Außerdem besteht die Möglichkeit der Qualifizierung in den Zusatz-Weiterbildungen, die Fachärzten der Gebiete der unmittelbaren Patientenversorgung vorbehalten sind.

### Zusatz-Weiterbildung Spezielle Viszeralchirurgie
Voraussetzungen für die Zusatz-Bezeichnung Spezielle Viszeralchirurgie sind 
- die Facharztanerkennung für Viszeralchirurgie und zusätzlich
- Nachweis der unter Befugnis erlangten Kenntnisse, Erfahrungen und Fertigkeiten gemäß den in der Weiterbildungsordnung beschrieben Inhalten der Zusatz-Weiterbildung:[2]